# Port de Galați
Le port de Galați est une infrastructure de Roumanie sur le Danube.

## Infrastructures et installations
Situé dans la ville de Galați, en Roumanie sous l'unicode RO GAL, il accueille l'entreprise ArcelorMital et le Chantier naval de Galați.

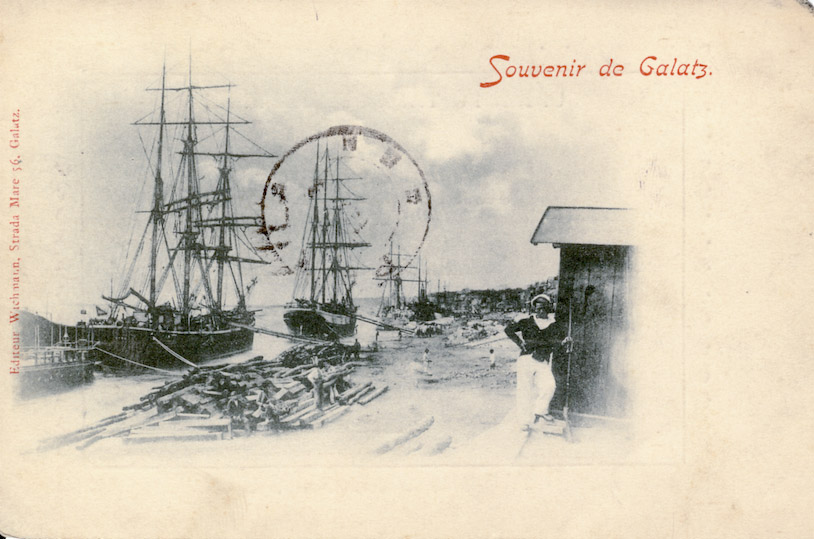
Fin XIX.
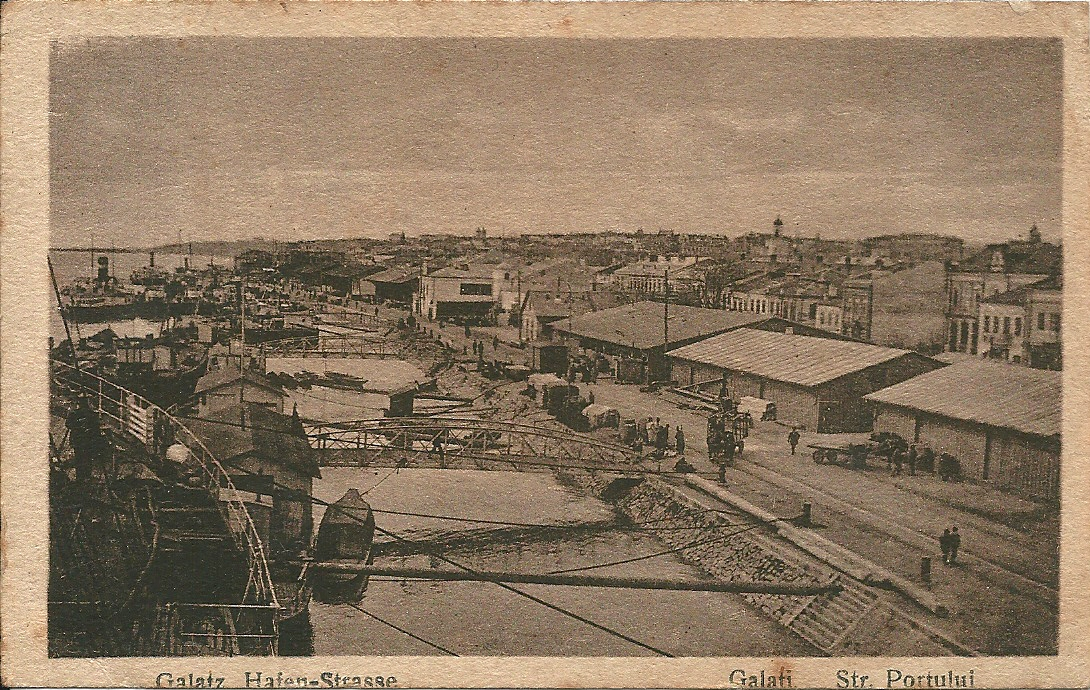
Vers 1918.
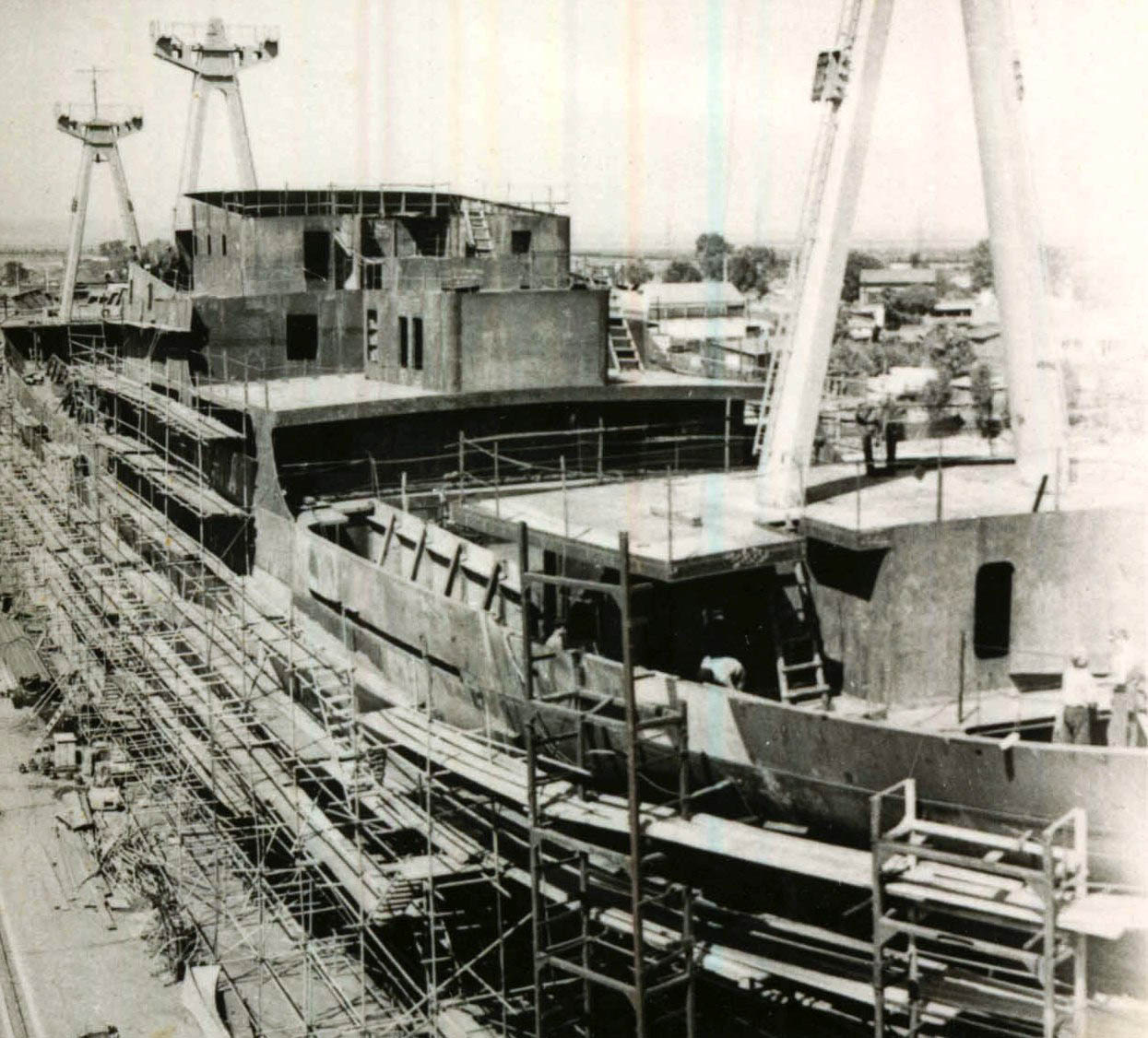
En 1970 le chantier naval.
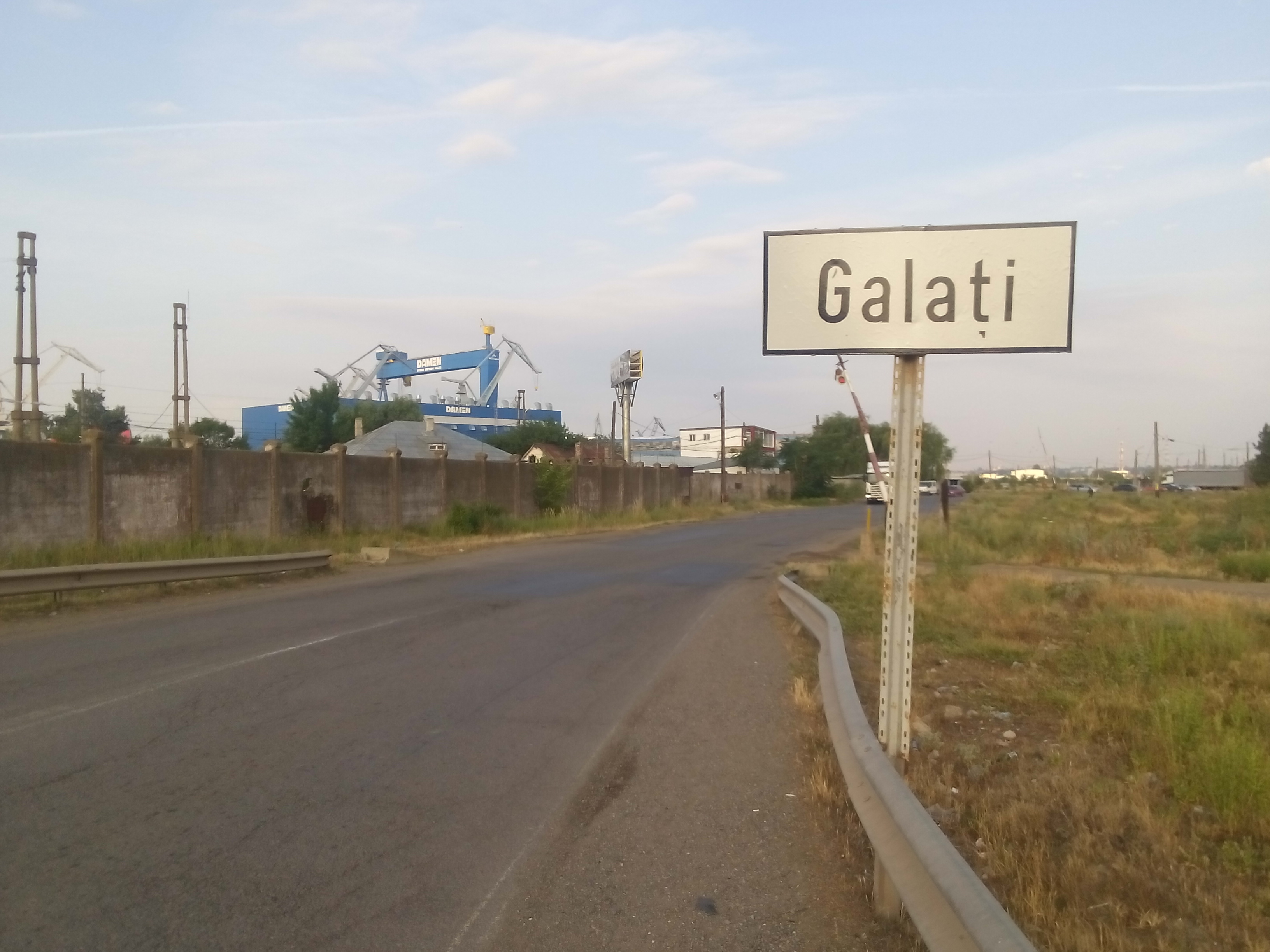
Avec ses grues en 2018.